# Charles J. Fogarty
Charles Joseph Fogarty Jr. (* 15. September 1955 in Providence, Rhode Island) ist ein US-amerikanischer Politiker. Zwischen 1999 und 2007 war er Vizegouverneur des Bundesstaates Rhode Island.

## Werdegang
Charles Fogarty entstammt einer bekannten Politikerfamilie. Sein Vater Charles und sein Bruder Paul waren bzw. sind Staatssenatoren in Rhode Island. Sein Onkel John E. Fogarty (1913–1967) saß zwischen 1941 und 1967 im Repräsentantenhaus der Vereinigten Staaten. Er absolvierte die LaSalle Academy, das Providence College und die University of Rhode Island. Danach widmete er sich als Mitglied der Demokratischen Partei der Politik. Von 1985 bis 1991 gehörte er dem Stadtrat von Glocester an. Zwischen 1990 und 1998 saß er im Senat von Rhode Island, dessen amtierender Präsident (President Pro Tempore) er von 1995 bis 1998 war.
1998 wurde Fogarty an der Seite von Lincoln Almond zum Vizegouverneur von Rhode Island gewählt. Dieses Amt bekleidete er nach einer Wiederwahl zwischen 1999 und 2007. Dabei war er Stellvertreter des Gouverneurs und formaler Vorsitzender des Staatssenats. Seit 2003 diente er unter dem neuen Gouverneur Donald Carcieri, der wie sein Vorgänger Almond den Republikanern angehörte. Im Jahr 2006 war eine weitere Wiederwahl aus verfassungsrechtlichen Gründen nicht möglich. Daher kandidierte Fogarty, allerdings erfolglos, für das Amt des Gouverneurs. Seit 1996 nahm er als Delegierter an allen Democratic National Conventions teil. Im Jahr 2004 wurde er Mitglied im Bundesvorstand seiner Partei. Seit 2011 ist Fogarty Minister für Arbeit und Ausbildung (Labor and Training) seines Staates.